# HELLP-синдром
HELLP-синдром — редкое тяжёлое осложнение в акушерстве, возникающее, как правило, в III триместре беременности, чаще на сроке 35 или более недель. В 31 % случаев заболевание может возникать в первую неделю после родов.
Впервые синдром был описан в 1954 году Дж. А. Притчардом. Название пошло от первых букв трёх составных симптомокомплекса: гемолиза (Hemolysis), повышения активности ферментов печени (Elevated Liver enzymes) и тромбоцитопении (Lоw Platelet соunt).

## Клиническая картина
Характеризуется агрессивным течением и быстрым нарастанием симптомов. Как правило, начинается с головной боли, утомления, тошноты, рвоты (86 %), диффузной или локализованной боли в эпигастральной области и в области правого подреберья (86 %). Вскоре появляются рвота кровью, кровоизлияния в местах инъекций, нарастающие желтуха и печёночная недостаточность, судороги, кома.
Возможен разрыв печени с кровотечением в брюшную полость. В некоторых случаях наблюдается преждевременное отслоение нормально расположенной плаценты с массивным кровотечением и формированием печёночно-почечной недостаточности. В послеродовом периоде возможны профузные маточные кровотечения.

## Диагностика
Лабораторные признаки:
- повышение активности АСТ, АЛТ;
- тромбоцитопения менее 100×10⁹/л;
- увеличение протромбинового времени и АЧТВ;
- повышение билирубина
- понижение уровня антитромбина III ниже 70 %;
- уменьшение концентрации фибриногена;
- снижение уровня глюкозы.

При отсутствии гемолитической анемии, симптомокомплекс обозначают ELLP-синдромом, при отсутствии или незначительной выраженности тромбоцитопении — HEL-синдромом. Но обязательным условием для диагноза HELLP-синдром является наличие тромбоцитопении.

## Смертность
Материнская смертность при HELLP-синдроме — 3,5—24 %, а перинатальная — до 80 %.

## Лечение
В настоящий момент единственным способом лечения является родоразрешение. При сроке беременности менее 34 недель обязательно проведение профилактики респираторного дистресс синдрома в течение 48 часов.